# Libra Scale
Albums de Ne-Yo
Year of the Gentleman
(2008) R.E.D.
(2012)
Libra Scale est le 4e album studio de Ne-Yo. Cet album est sorti le 27 octobre 2010.

## Singles
Le 1er single, Beautiful Monster, est sorti le 8 juin 2010.
Le 2e single, "Champagne Life", est sorti le 20 juin 2010.

## Pistes
1. Champagne Life
2. Makin' a Movie
3. Know Your Name
4. Telekinesis
5. Crazy Love
6. One in a Million
7. Genuine Only
8. Cause I Said So
9. Beautiful Monster
10. What Have I Done?

## Crédits
Liste des artistes engagés pour Libra Scale d’après le site Allmusic.
Chris Atlas – Marketing
Leesa D. Brunson – A&R
Erik "Baby Jesus" Coomes – Guitare Basse
Tyler Coomes – Batterie
Tom Coyne – Mastering
Kevin "KD" Davis – Mixage
Mikkel Storleer Eriksen – Compositeur, Ingénieur du son, Orchestrateur 
Fabolous - Artiste invité
Jaymz Hardy-Martin III – Ingénieur du son, Mixage
Chuck Harmony – Compositeur, Production
Reynell "Tango" Hay – A&R
Tor Erik Hermansen – Compositeur, Orchestration, Production
Rochad Holiday – Producteur
Josh Houghkirk – Assistant mixage
Jackpot – Producteur
Q. Nicole Jackson – A&R
Mike "TrakGuru" Johnson – Ingénieur du son
Rachel Johnson – Styliste
Sixx Johnson – Producteur, Programmation
Terese Joseph – A&R
Doug Joswick – Package Production
Jerel Lake – Assistant mixage
Ryan Leslie – Ingénieur du son
Damien Lewis – Ingénieur du son
Ne-Yo – Producteur exécutif, Chant
Carlos Oyanedel – Ingénieur du son
Brent Paschke – Guitare
Will Ragland – Direction Artistique, Designer
Antonio "L.A." Reid – Producteur exécutif
Anthony Reyes – Guitare Basse, Compositeur, Guitare
R.O - Programmation
Sauce (dit "Hollywood Hot Sauce") - Additional Production,  Keyboards
Shaffer Smith - Compositeur
Stargate - Producteur
Syience - Producteur
Phil Tan - Mixage
Dwayne Thomas, Jr. (orthographe incertaine) – Guitare Basse
Dwyane Thomas - Guitare basse
Sandy Vee – Orchestration, Mixage, Producteur
Sacha Waldman – Photographie
Jesse "Corparal" Wilson – Compositeur, Musicien, Producteur, Programmation
Kristen Yiengst – Coordination Artistique, Coordination Photographique 

## Dates de sortie
| Pays        | Date               | Label                 |
| ----------- | ------------------ | --------------------- |
| Japon       | 27 octobre, 2010   | Universal Music Japan |
| Allemagne   | 29 octobre, 2010   | Universal Music       |
| Royaume-Uni | 1er novembre, 2010 | Mercury Records       |
| Australie   | 5 novembre, 2010   | Universal Music       |
| Brésil      | 9 novembre, 2010   | Universal Music       |
| États-Unis  | 22 novembre, 2010  | Def Jam Records       |

## Certifications
| Pays              | Certification | Unités certifiées |
| ----------------- | ------------- | ----------------- |
| Italie (FIMI)     | Or            | 30 000            |
| Royaume-Uni (BPI) | Argent        | 60 000            |